# Ahmad ibn Abd al-Aziz Al Su’ud
Ahmad ibn Abd al-Aziz Al Su’ud (ur. 1942) – saudyjski książę.
Urodził się w Rijadzie. Jest jednym z synów króla Abd al-Aziza ibn Su’uda oraz jego ósmej małżonki, Hasy as-Sudajri. Kształcił się w Szkole Książęcej w Rijadzie oraz instytucie al-Andżal, następnie zaś studiował na University of Southern California i University of Redlands (w 1999 otrzymał doktorat honorowy tej drugiej uczelni).  Od 1971 roku pełnił funkcję zastępcy gubernatora Mekki. W 1975 roku objął stanowisko wiceministra spraw wewnętrznych. Zajmował je do 2012 roku. Po śmierci szefa MSW, księcia Najifa, stanął na czele resortu spraw wewnętrznych. Z funkcji zrezygnował 5 listopada 2012.